# 芒特沙斯塔 (加利福尼亚州)
芒特沙斯塔（Mount Shasta）是美国加利福尼亚州锡斯基尤县的一座城市，位于沙斯塔山脚。
根据2000年美国人口普查，芒特沙斯塔共有3,621人，其中白人占91.77%、亚裔美国人占1.63%、非裔美国人占1.52%。